# 御神島
御神島（おんがみじま）は、福井県三方上中郡若狭町に存在する島である。

## 概要
常神半島から西方の沖約500m の日本海上にある無人島で、福井県最大の島。大きさは、南北約1km、周囲約3キロメートル、面積約0.4km2、標高約195m。
舒明2年（629年）、天皇の勅により島内に、常神大明神（つねかみだいみょうじん）を奉った神社が建立され、以来、地元住民より崇拝されている。

## 所在地
- 緯度経度：北緯35度38分5秒 東経135度48分17秒 / 北緯35.63472度 東経135.80472度座標: 北緯35度38分5秒 東経135度48分17秒 / 北緯35.63472度 東経135.80472度
- 郵便番号：919-1451
- 住所：福井県三方上中郡若狭町常神